# Kejsarskorpion
Kejsarskorpionen (Pandinus imperator) är en av världens största nutida skorpioner.
Kejsarskorpionen blir oftast 20–30 centimeter och är ofarlig för människor. Som så många andra skorpioner har den inte nog med gift för att kunna döda stora djur. Arten livnär sig vanligtvis av mindre djur som insekter och blötdjur.
Kejsarskorpionen brukar oftast brotta ner sitt byte och endast använda sin giftgadd i osäkra situationer. Den kan leva mycket länge och kan under bra förhållanden bli över 15 år.
Kejsarskorpionen kan hållas som husdjur eftersom den inte är aggressiv samt är sällskapsvänlig. Det som behövs är ett terrarium med en temperatur upp mot 25-27 grader, samt en hög luftfuktighet. Den behöver barkbitar samt en sten som den kan gömma sig under.